# Fangcsengkang
Fangcsengkang (egyszerűsített kínai írással: 防城港市, pinjin: Fángchénggǎng Shì) prefektúra szintű város Kínában, Kuanghszi-Csuang Autonóm Terület tartományban. Lakosainak száma 1 046 068 fő (2020).

## Népesség
| 2018 | 953 300   |
| 2020 | 1 046 068 |

## Testvérvárosok
- Rzeszów